# Rhodiola handelii
Rhodiola handelii är en fetbladsväxtart som beskrevs av Hideaki Ohba. Rhodiola handelii ingår i släktet rosenrötter, och familjen fetbladsväxter. Inga underarter finns listade i Catalogue of Life.